# Nyughatatlan özvegyek
A Nyughatatlan özvegyek (eredeti cím: Widows) 2018-ban bemutatott amerikai bűnügyi-thriller, melyet Steve McQueen és Gillian Flynn forgatókönyvéből McQueen rendezett, az 1983-as Widows című brit televíziós sorozat alapján.
A főbb szerepekben Viola Davis, Michelle Rodriguez, Elizabeth Debicki, Cynthia Erivo, Colin Farrell, Brian Tyree Henry, Daniel Kaluuya, Jacki Weaver, Carrie Coon, Robert Duvall és Liam Neeson látható.
Az Amerikai Egyesült Államokban 2018. november 16-án mutatta be a 20th Century Fox, míg Magyarországon egy héttel később szinkronizálva, november 22-én a Fórum Hungary. A film világpremierje a Torontói Nemzetközi Filmfesztiválon volt 2018. szeptember 8-án.
Világszerte több mint 75 millió dolláros bevételt szerzett, a kritikusok pedig dicsérték a rendezést, a forgatókönyvet és a színészi játékot (különösen Davis, Debicki és Kaluuya alakításait).

## Cselekmény
A híres tolvajt, Harry Rawlings-t (Liam Neeson), Carlost (Manuel Garcia-Rulfo), Floreket (Jon Bernthal) és Jimmyt (Coburn Goss) megölik egy félresikerült rablás során. Özvegyét, Veronicát (Viola Davis) megfenyegeti Jamal Manning alvilági vezér (Brian Tyree Henry), akitől Harry és partnerei korábban elraboltak kétmillió dollárt. Jamalnak szüksége van a pénzre, hogy finanszírozzon egy választási kampányt a déli körzetben. Itt Jack Mulligan (Colin Farrell) ellen harcol, aki az évtizedek óta a tanácsnoki rangot betöltő Mulligan család tagjaként a politikai tisztség soron következő várományosa.

## Szereplők
| Szerep            | Színész             | Magyar hang     | Leírás                                                                                       |
| ----------------- | ------------------- | --------------- | -------------------------------------------------------------------------------------------- |
| Veronica Rawlings | Viola Davis         | Kocsis Mariann  | Chicagói tanársegéd, Harry felesége.                                                         |
| Linda Perelli     | Michelle Rodriguez  | Kéri Kitty      | Ruhaüzlet tulajdonosa, Carlos felesége.                                                      |
| Alice Gunner      | Elizabeth Debicki   | Mikecz Estilla  | Agnieszka lánya és Florek felesége, akinek babája születik a férje halálát követően.         |
| Belle             | Cynthia Erivo       | Szilágyi Csenge | Bébiszitter és kozmetikus, aki Linda gyermekeit gondozza, és Veronica csoportjával dolgozik. |
| Jack Mulligan     | Colin Farrell       | Czvetkó Sándor  | Tom politikus fia, aki belekeveredik az özvegyek terveibe.                                   |
| Jamal Manning     | Brian Tyree Henry   | Galambos Péter  | Jatemme testvére, alvilági vezér és politikus, aki szerint Veronica az adósa.                |
| Jatemme Manning   | Daniel Kaluuya      | Szabó Máté      | Jamal testvére és pénzbehajtója.                                                             |
| Bash              | Garret Dillahunt    | Gubányi György  | A Rawlings család sofőrje.                                                                   |
| Amanda Nunn       | Carrie Coon         | Németh Kriszta  | Jimmy megözvegyült felesége, aki nem vesz részt a rablásban.                                 |
| Agnieszka         | Jacki Weaver        | Dallos Szilvia  | Alice rosszindulatú anyja.                                                                   |
| Carlos Perelli    | Manuel Garcia-Rulfo | Mészáros András | Linda szerencsejátékos férje, Harry, Jimmy és Florek bűntársa.                               |
| Jimmy Nunn        | Coburn Goss         | Tokaji Csaba    | Amanda férje, Harry, Carlos és Florek partnere.                                              |
| Florek Gunner     | Jon Bernthal        | Sarádi Zsolt    | Alice rosszindulatú férje, Harry, Carlos és Jimmy társa.                                     |
| Harry Rawlings    | Liam Neeson         | Csernák János   | Carlos, Jimmy és Florek partnere, Veronica férje, híres bankrabló.                           |
| Tom Mulligan      | Robert Duvall       | Fodor Tamás     | Jack apja, befolyásos bróker, aki rossz viszonyt ápol fiával.                                |

## A film készítése
2015. március 27-én a Holtodiglan forgatókönyvírója, Gillian Flynn és Steve McQueen bejelentette a projekt elkészítését, McQueen rendezésében. 2016. szeptemberében Viola Davis csatlakozott a szereplőkhöz. Emellett azt is bejelentették, hogy Jennifer Lawrence-nek szerepet ajánlottak, de az ütemezéssel kapcsolatos konfliktusok miatt nem vállalta el azt. 2016 novemberében Cynthia Erivo csatlakozott a színészgárdához. 2017 januárjában André Holland tárgyalásokat folytatott a filmmel kapcsolatosan, de végül nem tűnt fel az elkészült műben. 2017 februárjában Elizabeth Debicki került a szereplők köreihez Lawrence helyett, és Michelle Rodriguez valamint Daniel Kaluuya szintén szerepet kaptak a filmben. 2017 márciusában Liam Neeson csatlakozott a filmhez, áprilisban Colin Farrell is stábtag lett. Később, még ugyanebben a hónapban Robert Duvall is csatlakozott a projekthez. 2017 májusában Garret Dillahunt, Jacki Weaver, Manuel Garcia-Rulfo, Lukas Haas és Brian Tyree Henry szerepet kapott a készülő filmben, júniusban Carrie Coon, augusztusban Michael Harney és Jon Bernthal csatlakozott a filmhez.
Ann Mitchell, aki Dolly Rawlinst formálta meg az eredeti ITV-s Widows minisorozatban, kisebb szerepet kapott a filmadaptációban, Amanda anyjaként.
A film forgatása 2017. május 8-án kezdődött Chicagóban.
Hans Zimmer állította össze a filmzenéket, Steve Mazzaro segédletével. A számlistát a Milan Records adta ki, többek között Hans Zimmer és Sade, Nina Simone & The Cool Kids eredeti dalait tartalmazza.

## Fordítás
- Ez a szócikk részben vagy egészben  a   Widows (2018 film) című angol Wikipédia-szócikk fordításán alapul.  Az eredeti cikk szerkesztőit annak laptörténete sorolja fel. Ez a jelzés csupán a megfogalmazás eredetét és a szerzői jogokat jelzi, nem szolgál a cikkben szereplő információk forrásmegjelöléseként.